# Dušan Roll
Dušan Roll (28. leden 1928, Martin – 29. července 2021) byl slovenský spisovatel, ilustrátor, režisér a přední osobnost slovenského kulturního života. Byl spoluzakladatelem několika významných institucí a akcí, jako například Bienále ilustrací Bratislava či mezinárodní filmový festival AGROFILM v Nitře. Jistý čas pracoval i jako redakční tajemník ve vydavatelstvích Osveta a Mladé letá a čtyři roky působil jako ředitel Slovenské filmové tvorby. Za významné zásluhy o kulturní rozvoj Slovenské republiky mu prezident Ivan Gašparovič udělil Pribinův kříž II. třídy.

## Životopis
Narodil se v Martině v roce 1928, kde také vystudoval tamní gymnázium. Jeho otec byl ředitelem Tatrabanky. V letech 1947 až 1953 studoval na Právnické fakultě a Vysoké škole stavební v Bratislavě. Od roku 1953 působil na různých pozicích jako redakční tajemník, vedoucí výroby a šéfredaktor Nakladatelství Osveta v Martině a v Bratislavě (1953–1959). Kromě redakční práce měl na starosti i tvorbu pro nejmenší děti, tzn. leporela, omalovánky či vystřihovánky. Po zrušení osvěty se v roce 1959 přesunul do vydavatelství Mladé letá, kde působil jako zástupce šéfredaktora a dostal na starost předškolní a výtvarnou redakci (1959 - 1978). Mladé letá vydávaly knížky pro děti, vyhledávali a podněcovaly spisovatelů píšících dětskou literaturu a velkou pozornost věnovali i ilustracím a ilustrátorem. Během svého působení ve vydavatelství Mladé letá vytvořil pod pseudonymem Juraj Háj řadu leporel a omalovánek, které vyšly i ve více cizojazyčných vydáních.
Právě na půdě Mladé lét vznikl nápad prezentovat díla českých a slovenský výtvarníků před světem a zároveň přinést do Bratislavy díla ilustrátorů ze zahraničí. U zrodu myšlenky stáli kromě Dušana Rolla i tehdejší výtvarný redaktor Mladé lét Jan Švec, Miroslav Cipár, Albín Brunovský a další. Za pomoci profesora Bamberger se mu následně v roce 1967 podařilo vytvořit mezinárodní akci Bienále ilustrací Bratislava. To následně, jak jeho generální sekretář, přivedl ke vysokému mezinárodnímu postavení a současně jeho prostřednictvím pomáhal začleňovat slovenskou ilustrační školu do mezinárodního kontextu.
V letech 1978 - 1981 byl ředitelem Slovenské filmové tvorby, následně byl pracovníkem Úřadu vlády (1981 - 1990), a od roku 1990 do roku 1993 i Ministerstva kultury ČR v Bratislavě, pak působil v Bibiane, mezinárodním domě umění pro děti. V roce 1981 založil mezinárodní filmový festival AGROFILM v Nitře. Kromě toho se autorsky podílel na realizaci několika knižních publikací, sestavených z výtvarných děl Kolomana Sokola a z veršů M. Haľamovej. Za významné zásluhy o kulturní rozvoj Slovenské republiky mu prezident Ivan Gašparovič 1. ledna 2008 udělil Pribinův kříž II. třídy. B. V roce 2012 se stal držitelem sošky Schöne Náci od Společnosti Ferdinanda Martinengo.

## Činnosti v kinematografické oblasti

### Ředitel slovenské filmové tvorby
Nejvýznamnějším působištěm Dušana Rolla v Slovenské kinematografii je jeho funkce ředitele Slovenské filmové tvorby v letech 1978–1981. Za jeho působení byla v ateliérech na Kolibě založena hraná tvorba pro děti a mládež, studio animovaného filmu (loutkový film), Dům zvuku pokud režii se vrátili tvůrci proskribovaných během normalizace, jak Dušan Hanák, Juraj Jakubisko a Peter Solan. V období ředitelování Dušana Rolla tak můžeme pozorovat jisté uvolnění poměrů v kinematografii. Svědčí o tom i poslední trezorovaná díla před rokem 1989 jako Já miluji, ty miluješ (1980) Dušana Hanáka a Tam a zpět (1981) Fera Feniče, zda ideology později kritizovány filmy jako Postav dům, zasaď strom (1979) Juraje Jakubiska, Tři tuny štěstí (1979) Vláda Balco, nebo Citová výchova jedné Dáši (1979) Jana Zemana, která se do kin dostala až po 29 dodatečných změnách. Na přelomu 70. a 80. let se také udála rozhodující přeměna v rámci samotných dramaturgických skupin, kde dostala prostor nová generace dramaturgů, jak Jozef Heriban, Karol hlávka, Gabriel Halmo, Jozef Filo, Slavomír Rosenberg a Zuzana Tatárová, ale i někteří režiséři, jako např. Jan Zeman.
Na druhou stranu však toto období i samotného Dušana Rolla, jehož Václav Macek označil v Dějinách Slovenské kinematografie za spolehlivý nomenklaturní kádr, můžeme stále považovat za normalizované. Autoři mohli natáčet jen uprostřed pevných ideologických mantinelů a formální i ideologická radikálnost a svobodomyslnost 60. let byla nenávratně pryč. Základním cílem už sice nebyla izolace, ale úspěch v zahraničí, avšak vždy s jistotou, že to neohrozí postavení vedení. V hrané tvorbě také měli významné postavení spolehliví komunisté a funkcionáři, jak Pavel Gejdoš, Pavel Kuzma zda Martin Ťapák.

### AGROFILM
Dalším významným projektem v oblasti kinematografie bylo založení filmového festivalu AGROFILM. Myšlenka, organizovat mezinárodní filmový festival věnovaný zemědělsko-potravinářskou problematice, vznikla již v roce 1981. Na pardubický festival Technofilm a ostravský Ekofilm se přihlašovalo stále více děl z oblasti zemědělství a potravinářství, a tak organizátoři uvedených festivalů v Krátkém filmu Praha navrhli uspořádat samostatný festival pod názvem AGROFILM . Jako místo pořádání byla vybrána Nitra, v níž se vytvářelo centrum zemědělské vědy, odborné výchovy a výstavnictví. Samotný Dušan Roll popisuje situaci takto: "Jednou za mnou přišel ředitel Výzkumného ústavu živočišné výroby v Nitře Jan Plesník a říká mi:" Víš, byli bychom velmi rádi, kdyby se v Nitře zorganizuje zemědělství-potravinářský filmový festival. Ale máme problém, protože Agrokomplex je v Nitře i v Českých Budějovicích. My to chceme predchytiť a dostat do Nitry. "Potřebovali statut, tak jsem se do toho pustil. Jenže já jsem nevěděl, že oni mě současně pověří tím, abych dělal předsedu a abych složil porotu. Myslel jsem, že zůstanu na jednu sezónu, dvě, aby se to zabehalo. Nakonec jsem v Nitře řídil 22 porot pro AGROFILM! "
Za uplynulé období bylo na festivalu prezentovaných téměř 4000 filmů. AGROFILM množství z těch filmů uskladňuje a dnes má obrovský archiv v Nitře, který neexistuje nikde jinde na světě. Zásluhu na tom má i Dušan Roll: "Podařilo se nám dostat do statutu, že všechny filmy, které se dostanou do výběru, zůstanou v archivu. A ty, které dostanou cenu, se mohou promítat. "
Z dalších jeho činností v oblasti kinematografie třeba zmínit námět na film Vařila misicka kašičku (1974) Vlastimila Herolda a organizaci promítání Jánošíka za účasti Jaroslava Siakeľa v Blatnici.

## Ostatní organizační iniciativy

### Bienále ilustrací Bratislava
Snad nejvýznamnější činností DASAN Rolla v oblasti slovenského umění bylo založení a organizování Bienále ilustrací Bratislava (BIB). Už počátkem 60. let byl zájem i snaha představit se v mezinárodním měřítku a dostat se na veletrhy. Prvním krokem k vytvoření Bibula bylo zřízení československé sekce mezinárodní nevládní organizace UNESCA s názvem International Board on Books for Young People (IBBY). Prezidentem byl v té době Richard Bamberger, díky kterému se podařilo zajistit, aby byla v roce 1965 svolána první přípravná komise, složená ze zástupců organizací UNESCO a UNICEF. Ta měla za úkol zjistit, zda se v Bratislavě může taková akce zrealizovat. Když v témže roce schválili statut a organizační řád, dohodlo se, že se první bienále uskuteční v roce 1967. Mezi jeho zakladatelů patří, kromě Dušana Rolla, i akademičtí malíři Miroslav Cipár a Albín Brunovský. Bienále se koná pod záštitou UNESCO a IBBY, s podporou Ministerstva kultury Slovenské republiky. Hlavním organizátorem je mezinárodní dům umění pro děti BIBIANA. Na prvním ročníku se zúčastnilo 320 ilustrátorů z 25 zemí a BIB se tak stalo jedním z největších nekomerčních akcí svého druhu na světě.
Nešlo přitom jen o vytvoření možnosti prezentace nejlepších děl ze zemí s bohatou knižní kulturou v oblasti ilustrací pro děti, ale io poskytnutí prostoru ilustrátorem z různých zemí a možnost prezentovat svá díla odborníkům a vydavatelem ze světa. Podstatou akce se tak stala pestrost, což potvrzuje i výběr poroty: "Porota se skládá, a to byl unikát v tehdejším socialistickém světě, ze zástupců organizátorů. Měli jsme zásadu, že porota musí být pestrá. To znamená někdo z románské oblasti - Španělsko, Portugalsko, Francie, jedna část germánská - tedy Angličané, Němci a tak, pak Jižní Amerika ... Vždy bylo asi 12 členů a oni si ze svého kruhu volili předsedu. " Nezanedbatelným záměrem je od vzniku bienále přitáhnout pozornost dětských diváků. Během 48leté existence BIB a jeho 24 ročníků se zde prezentovalo 7 225 ilustrátorů ze 109 zemí s 57 434 originály ilustrací a přes 9 000 knih.

### Činnosti na mezinárodní scéně
Dušan Roll jako jeho generální sekretář přivedl Bienále ilustrací Bratislava k vysokému mezinárodnímu postavení a současně jeho prostřednictvím pomáhal začleňovat slovenskou ilustrační školu do mezinárodního kontextu. Na základě tohoto úspěchu ho IBBY přizvala ke spolupráci na svých projektech a na kongresu v Tokiu ho v roce 1986 zvolili i prezidentem. V roku 1978 ho také zvolili předsedou poroty pro udělování Ceny H. Ch. Andersena, jakési Nobelovy ceny pro dětské knihy, jejíž vítězové v průběhu BIB prezentují svou tvorbu samostatnou výstavou.

## Dětská tvorba
Během svého působení ve vydavatelství Mladé letá vytvořil řadu leporel a textování omalovánek, které vyšly i ve více cizojazyčných vydáních, jako Letíme vesmírem, Na tom našem dvoře, Skoupý Medvídek, Kolo, kolo mlýnský, Co se sní mrože, Šel Capko na jarmark, Mezi ptáky, Mezi zvířátky, Nakreslím si dům a Moje školka. Fascinující je především leporelo Letíme vesmírem z roku 1959 s ilustracemi Vojtěcha Kubašta, ve kterém se skvěle snoubí informativní a vědecko-fantastický rozměr. Ilustrace Vojtěcha Kubašta, považovaného za průkopníka dětské prostorové knihy, vynikají barevnou, propracovanou komiksovým kresbou, jejíž futuristické nápady a dobrodružný nádech dodnes nezestárli.
Dodnes prodávané je leporelo Nakreslím si dům z roku 1978 s kresbami Heleny Zmatlíkové a básní samotného Rolla. Půvabná kratičká dětská knížka zobrazuje jednotlivé pokoje a spolu s tím i lidských či zvířecích členy rodiny.